# اود راجر انوکسن
اود راجر انوکسن (انگلیسی: Odd Roger Enoksen؛ زادهٔ ۲۵ سپتامبر ۱۹۵۴) سیاست‌مدار اهل نروژ است، که هم‌اکنون به‌عنوان وزیر دفاع نروژ فعالیت می‌کند. وی پیش‌تر در فاصله سال‌های ۲۰۰۵ تا ۲۰۰۷ وزیر نفت و انرژی نروژ بود.